# Anders Fredrik Ekewall
Anders Fredrik Ekewall, född den 28 februari 1819 i Ulrika socken, Östergötlands län, död den 19 februari 1901 i Stockholm, var en svensk jurist och fornforskare. 
Ekewall avlade studentexamen vid Uppsala universitet 1840. Han blev 1842 student vid Lunds universitet, där han avlade kameralexamen samma år och hovrättsexamen 1845. Ekewall blev vice häradshövding 1848, kopist i Svea hovrätt 1850 och borgmästare i Strängnäs stad 1858. Han var häradshövding i Västerbottens norra domsaga 1869–1899. Ekewall utgav romanen Hedina 1849 och en diktsamling 1891. Varmt intresserad av fornminnen var han en ivrig medlem av Västerbottens läns fornminnesförening och utarbetade flera av årsberättelserna om dess verksamhet. Ekewall invaldes som korresponderande ledamot av Vitterhetsakademien 1882. Han blev riddare av Nordstjärneorden samma år.